# Scott Clayton
Scott Clayton (ur. 11 lutego 1994 w Jersey) – brytyjski tenisista.

## Kariera tenisowa
W przeciągu kariery wygrał cztery turnieje rangi ATP Challenger Tour.
W 2017 roku zadebiutował w imprezie Wielkiego Szlema podczas turnieju Wimbledonu, startując w parze z Jonnym O'Marą. Brytyjska para, która do turnieju dostała się dzięki dzikiej karcie, odpadła w drugiej rundzie po porażce z duetem Henri Kontinen-John Peers.
Najwyżej sklasyfikowany w rankingu gry pojedynczej był na 689. miejscu (17 października 2016), a w klasyfikacji gry podwójnej na 107. pozycji (16 lipca 2018).

### Zwycięstwa w turniejach ATP Challenger Tour w grze podwójnej
| Końcowy wynik | Nr | Data             | Turniej       | Nawierzchnia  | Partner        | Przeciwnicy                            | Wynik finału      |
| ------------- | -- | ---------------- | ------------- | ------------- | -------------- | -------------------------------------- | ----------------- |
| Zwycięzca     | 1. | 24 września 2017 | İzmir         | Twarda        | Jonny O'Mara   | Denys Mołczanow Serhij Stachowski      | walkower          |
| Zwycięzca     | 2. | 25 lutego 2018   | Bergamo       | Twarda (hala) | Jonny O'Mara   | Laurynas Grigelis Alessandro Motti     | 5:7, 6:3, 15–13   |
| Zwycięzca     | 3. | 3 marca 2019     | Pau           | Twarda (hala) | Adil Shamasdin | Sander Arends Tristan-Samuel Weissborn | 7:6(4), 5:7, 10–8 |
| Zwycięzca     | 4. | 17 marca 2019    | Drummondville | Twarda (hala) | Adil Shamasdin | Matt Reid John-Patrick Smith           | 7:5, 3:6, 10–5    |